# Teres I.
Teres I. (starogrško starogrško Τήρης, Téres)  je bil prvi kralj Odriškega kraljestva v Trakiji, ki je vladal približno od leta 460 -448 pr. n. št., * ni znano, † 448 pr. n. št.. 
Trakija je bila od leta 516 pr. n. št.med vladanjem Dareja I. uradno del Perzijskega cesarstva.  Ponovno jo je podjarmil perzijski general Mardonij leta 492 pr. n. št..
Odriško kraljestvo je bili prvo tračansko kraljestvo, v katerem so se številna tračanska plemena združila pod enim vladarjem, kraljem Teresom I.. Kraljestvo je nastalo verjetno v 470. letih pr. n. št. po perzijskem porazu v Grčiji. Teres, ki je združil štirideset ali celo več tračanskih plemen, je bil sposoben vojskovodja in je večino svojega življenja preživel na bojiščih. 
Zgodovinarji trdijo, da je umrl leta 445 pr. n. št. na vojnem pohodu proti Tribalom, tračanskemu plemenu, ki je okupiralo velik del severne Trakije. 

## Zanimivost
Po Teresu se imenuje Teres Ridge na Livingstonovem otoku v Južnih Shetlandskih otokih na Antarktiki.